# Liodrosophila nana
Liodrosophila nana är en tvåvingeart som beskrevs av Wheeler och Hajimu Takada 1964. Liodrosophila nana ingår i släktet Liodrosophila och familjen daggflugor. Inga underarter finns listade i Catalogue of Life.